# Тарек Сабет
Тарек Сабет (араб. طارق ثابت, нар. 16 серпня 1971, Габес) — туніський футболіст, що грав на позиції захисника. По завершенні ігрової кар'єри — тренер. З 2018 року очолює тренерський штаб команди «Салям» (Згарта).
Виступав, зокрема, за клуб «Есперанс», а також національну збірну Тунісу.

## Клубна кар'єра
У дорослому футболі дебютував 1993 року виступами за команду клубу «Есперанс», кольори якої і захищав протягом усієї своєї кар'єри гравця, що тривала тринадцять років. Більшість часу, проведеного у складі «Есперанса», був основним гравцем захисту команди.

## Виступи за збірну
У 1992 році дебютував в офіційних матчах у складі національної збірної Тунісу. Протягом кар'єри у національній команді, яка тривала 11 років, провів у формі головної команди країни 60 матчів, забивши 3 голи.
У складі збірної був учасником Кубка африканських націй 1994 року у Тунісі, чемпіонату світу 1998 року у Франції, Кубка африканських націй 1998 року у Буркіна Фасо, Кубка африканських націй 2000 року у Гані та Нігерії, чемпіонату світу 2002 року в Японії і Південній Кореї.

## Кар'єра тренера
Розпочав тренерську кар'єру невдовзі по завершенні кар'єри гравця, 2008 року, очоливши тренерський штаб клубу «Вефак Сабрата», де пропрацював у 2008 році.
В подальшому очолював команди клубів «Халідж» (Сірт), «Аль-Аглі» (Бенгазі) та «Сіді Бузід».
З 2018 року очолює тренерський штаб команди «Салям» (Згарта).